# Liste de minéraux (lettre X)
Pour un article plus général, voir Liste de minéraux
- Xanthiosite
- Xanthoconite
- Xanthoxénite
- Xénotime
  - Xénotime-(Y)
  - Xénotime-(Yb)
- Xiangjiangite
- Xifengite
- Xilingolite
- Ximengite
- Xingzhongite
- Xitieshanite
- Xocomecatlite
- Xonotlite